# Cygne noir
Cygnus atratus
Pour les articles homonymes, voir Cygne noir (homonymie) et Black Swan.
Espèce
Statut de conservation UICN

 LC  : Préoccupation mineure
Le cygne noir (Cygnus atratus) est une espèce de cygnes originaire d'Australie qui doit son nom à la coloration en grande partie noire de son plumage.
Il figure sur le drapeau et sur l'emblème de l'Australie-Occidentale.

## Distribution
Le cygne noir est originaire d'Australie. En 1864, il est également introduit en Nouvelle-Zélande.
Au cours des XIXe et XXe siècles, il a été introduit à titre d'oiseau d'ornement des plans d'eau dans différents pays, notamment en Europe : Allemagne, Autriche, Belgique, France, Grande-Bretagne, Pays-Bas…
Le premier couple de cygnes noirs introduits en France l'ont été par l'impératrice Joséphine de Beauharnais depuis le port de Nantes.

## Mensurations
Il mesure de 110 à 140 cm pour une envergure de 160 à 200 cm et un poids de 3 700 à 8 750 g.

## Nidification
En territoire australien, il niche en colonies très denses, contrairement au cygne tuberculé. Il peut s'hybrider avec ce dernier.

## Habitat
Il fréquente les grands lacs généralement peu profonds.

## Population et conservation
La population mondiale est estimée entre 300 000 et 500 000 individus, (selon l'IUCN : 100 000 à 1 000 000)).

## Le cygne noir et l'être humain

### Chasse

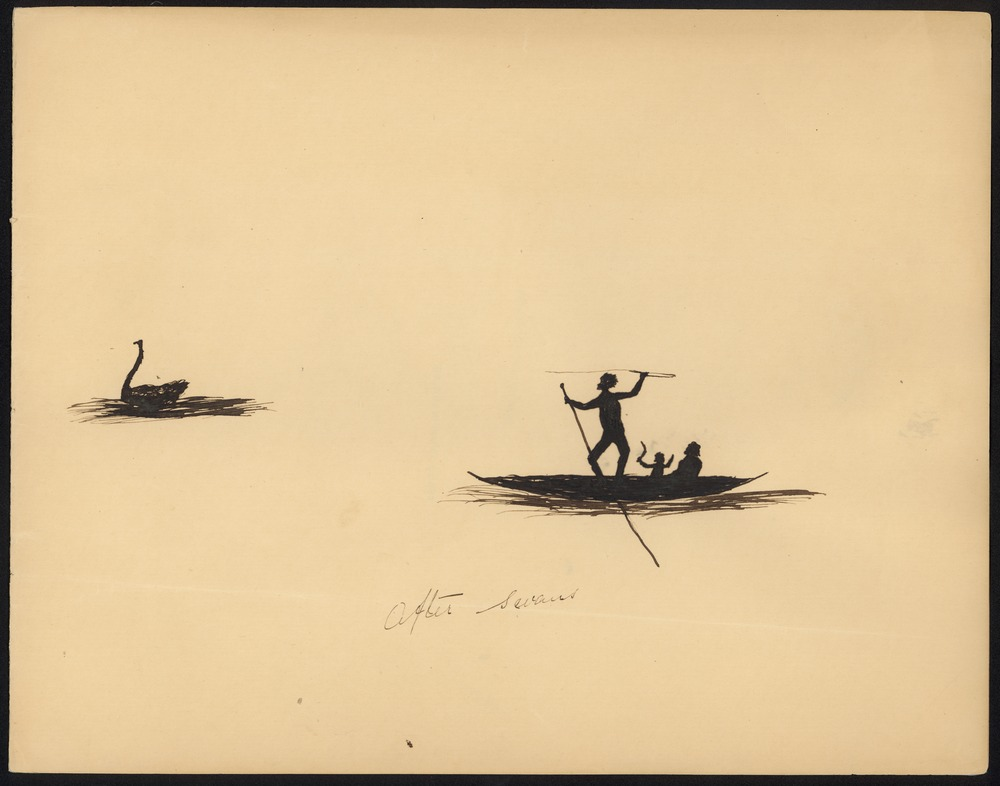
Une famille aborigène chassant le cygne noir, vers 1865, œuvre de l'artiste aborigène Tommy McRae

En Nouvelle-Zélande, la chasse au cygne noir est autorisée en vertu du Wildlife Act 1953, sauf sur les îles Chatham où elle n'est permise que sur notification du ministre. La chasse est permise en saison seulement, selon les limites régionales. Environ 5 000 cygnes sont chassés chaque année.

### Domestication
En France, la variété argentée du cygne noir est légalement considérée comme étant domestique.

## Galerie

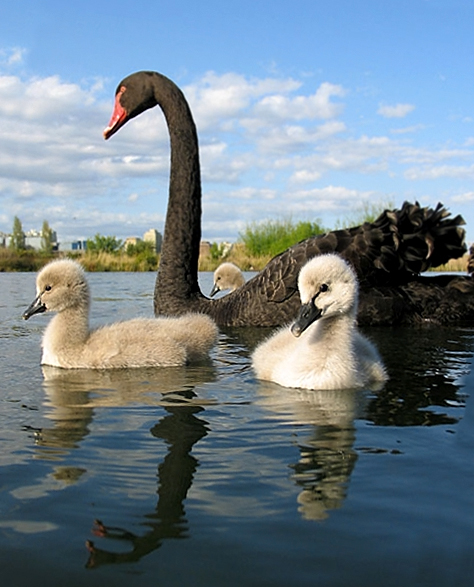
Famille : adulte et ses petits
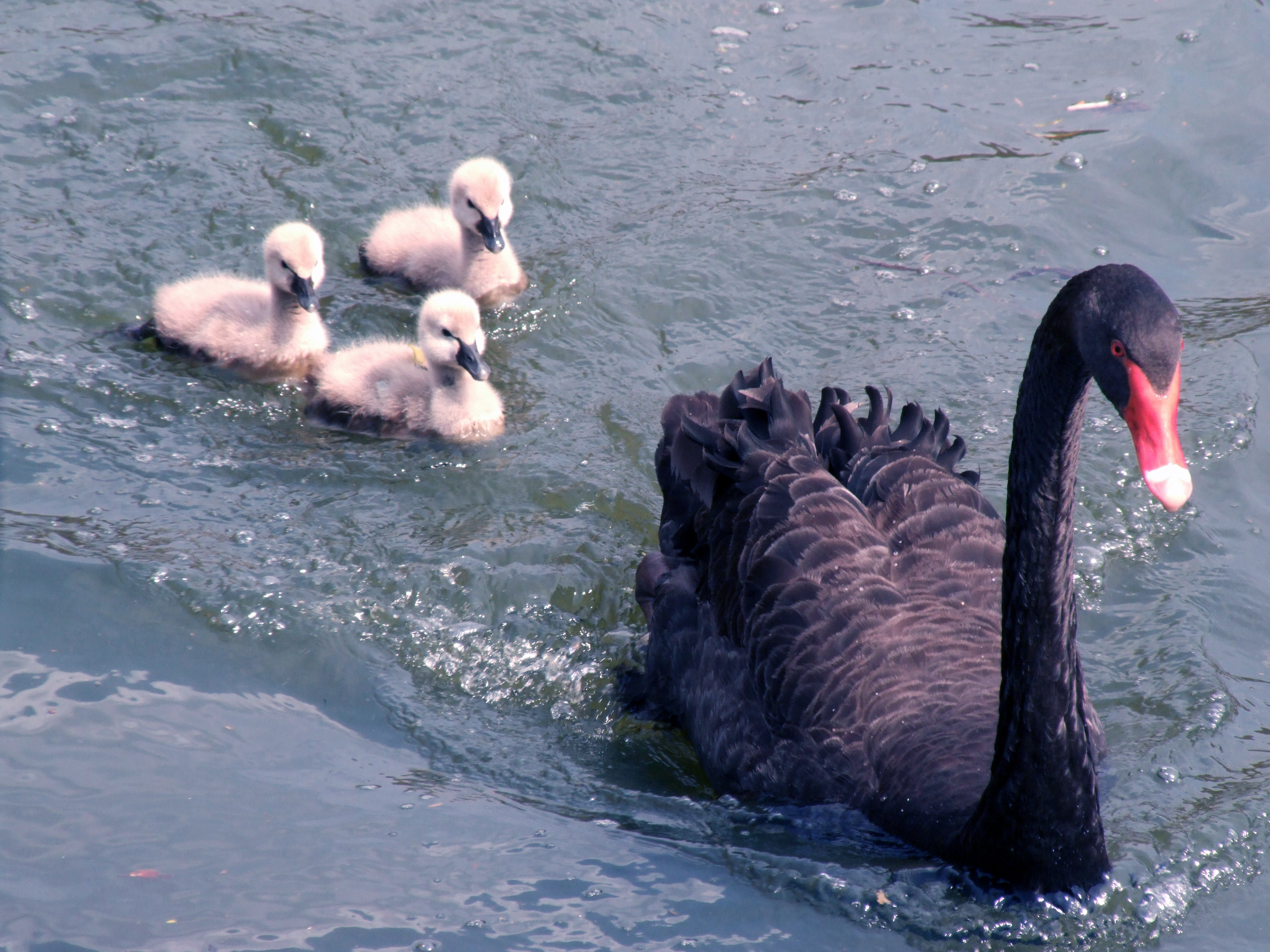
Famille : adulte et ses 3 petits
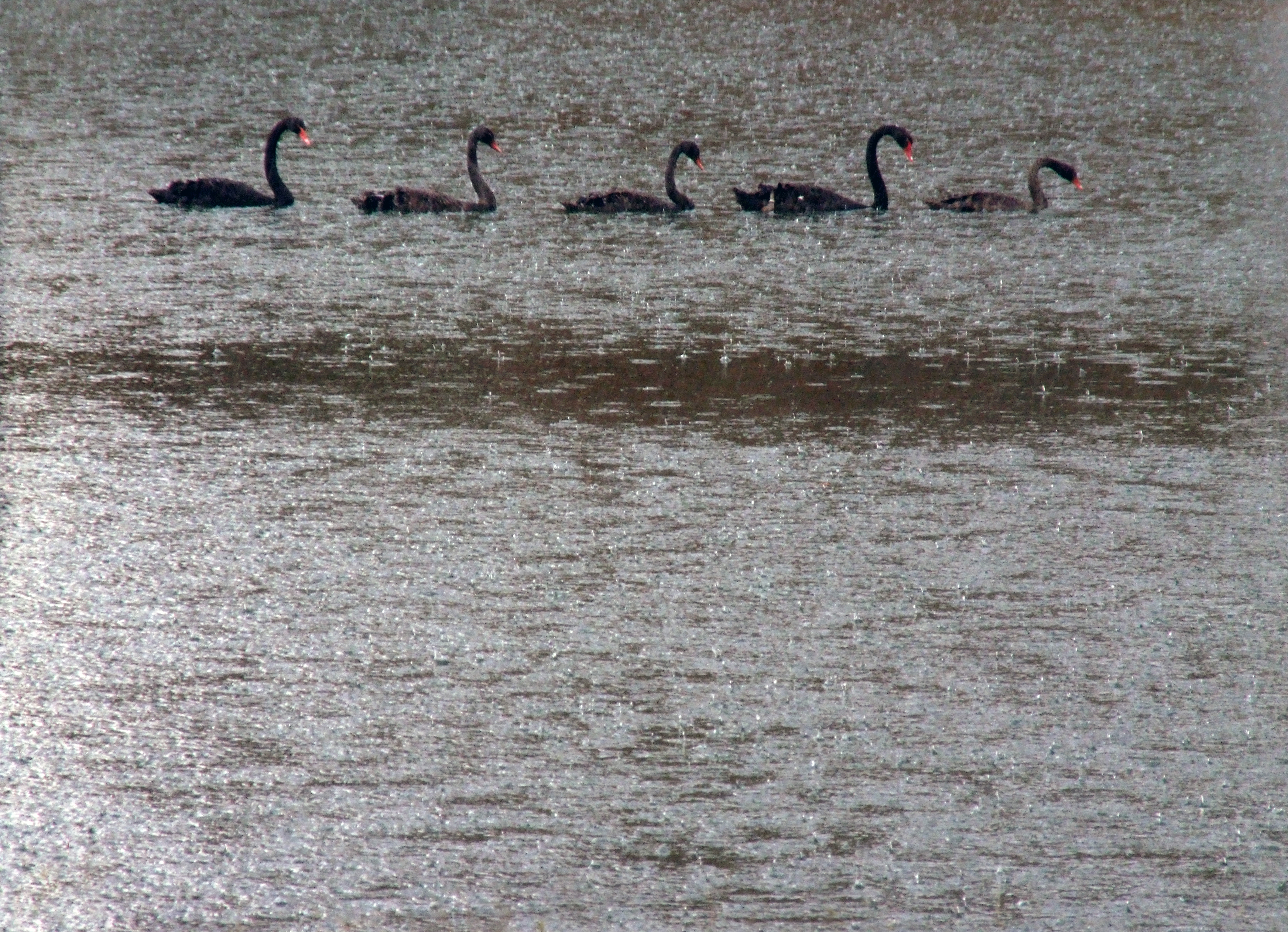
Cygnus atratus, pluie de printemps
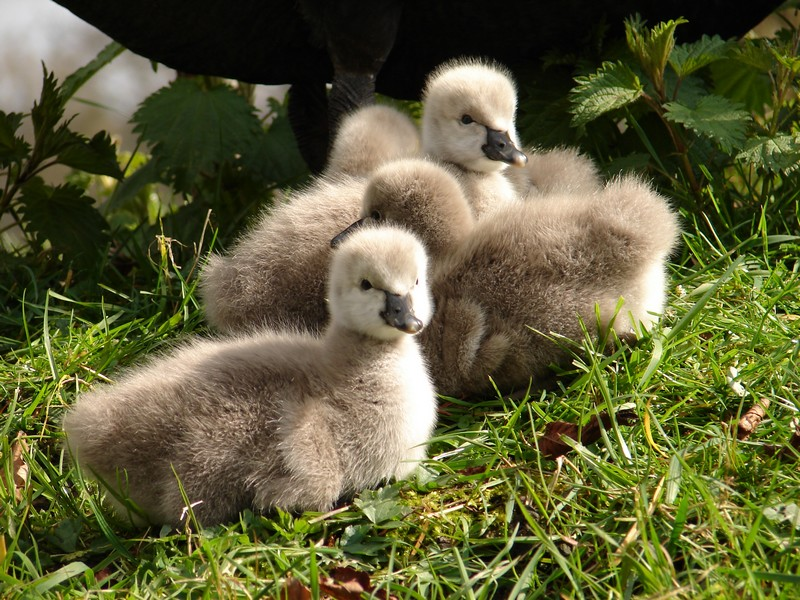
Cygneaux seuls
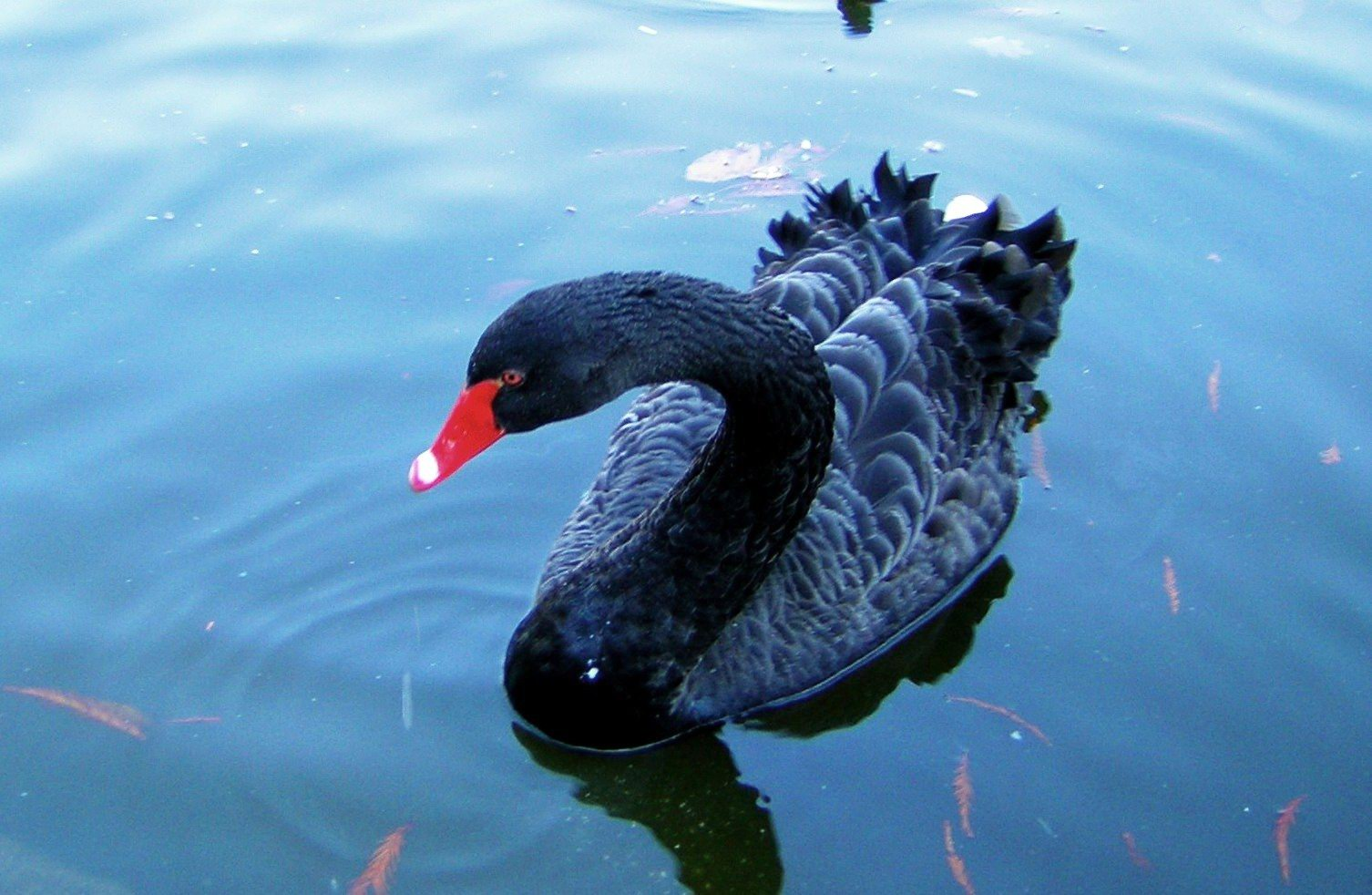
Cygne noir dans l'eau
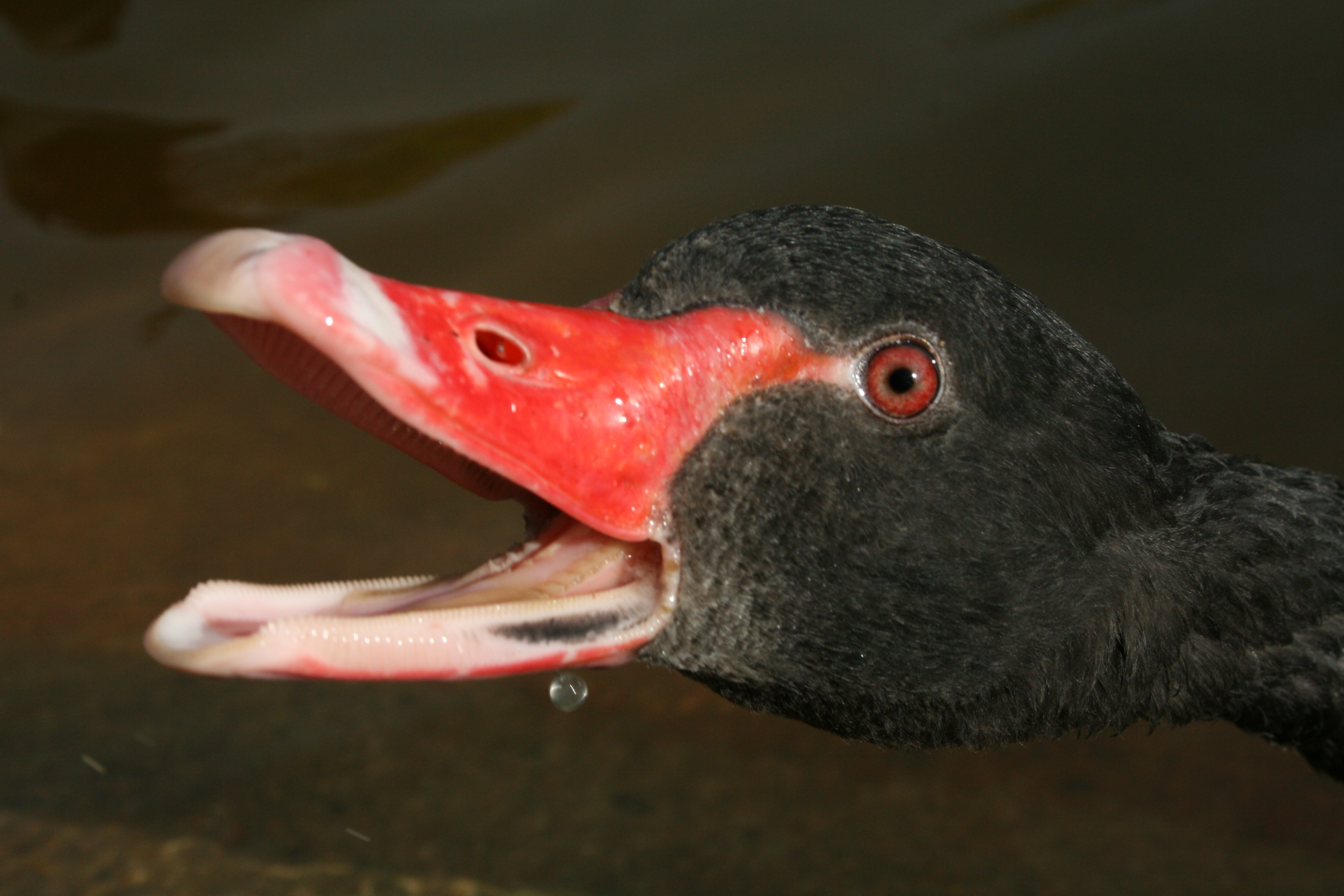
Détail de la tête, bec grand ouvert
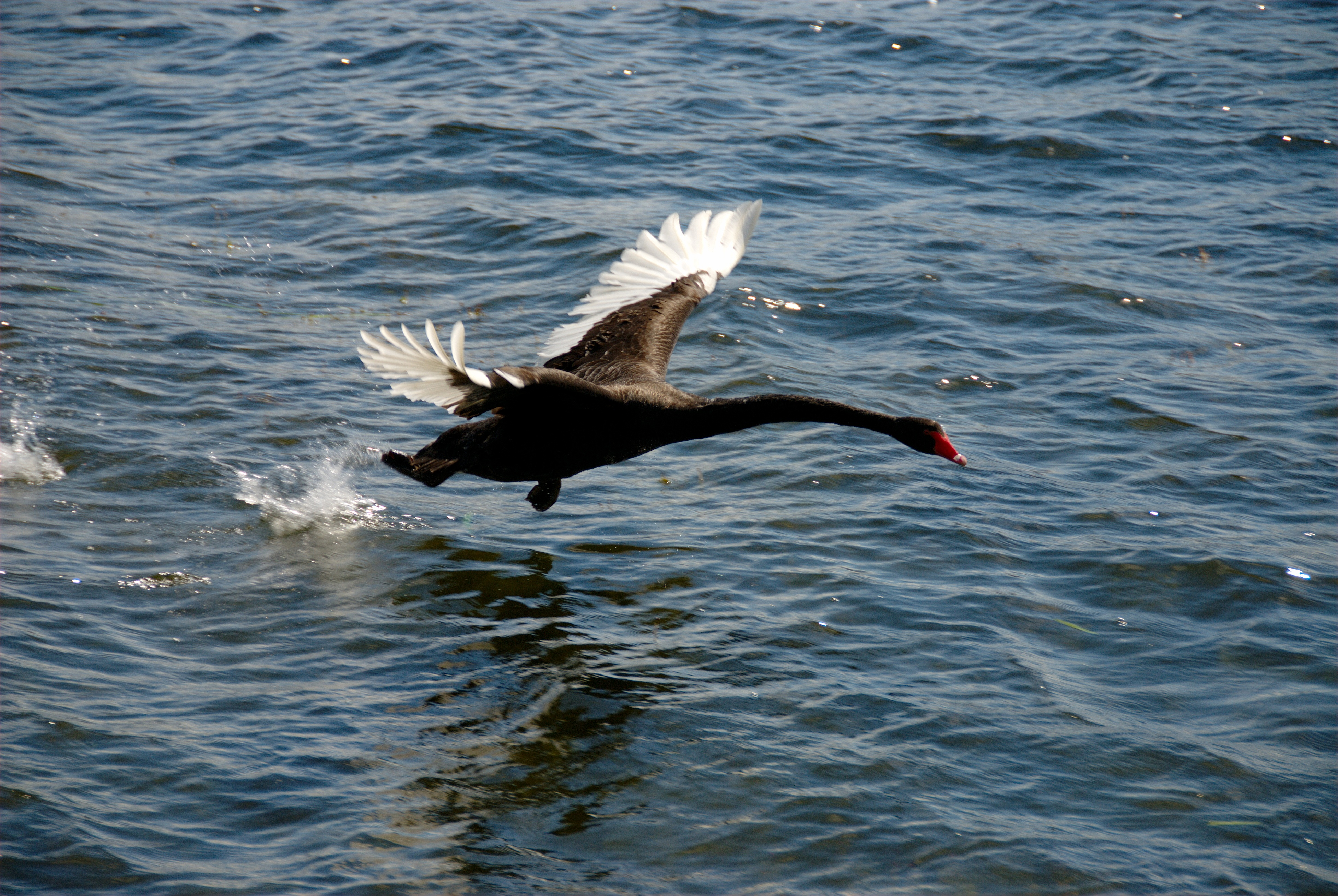
Cygne noir en vol, au décollage
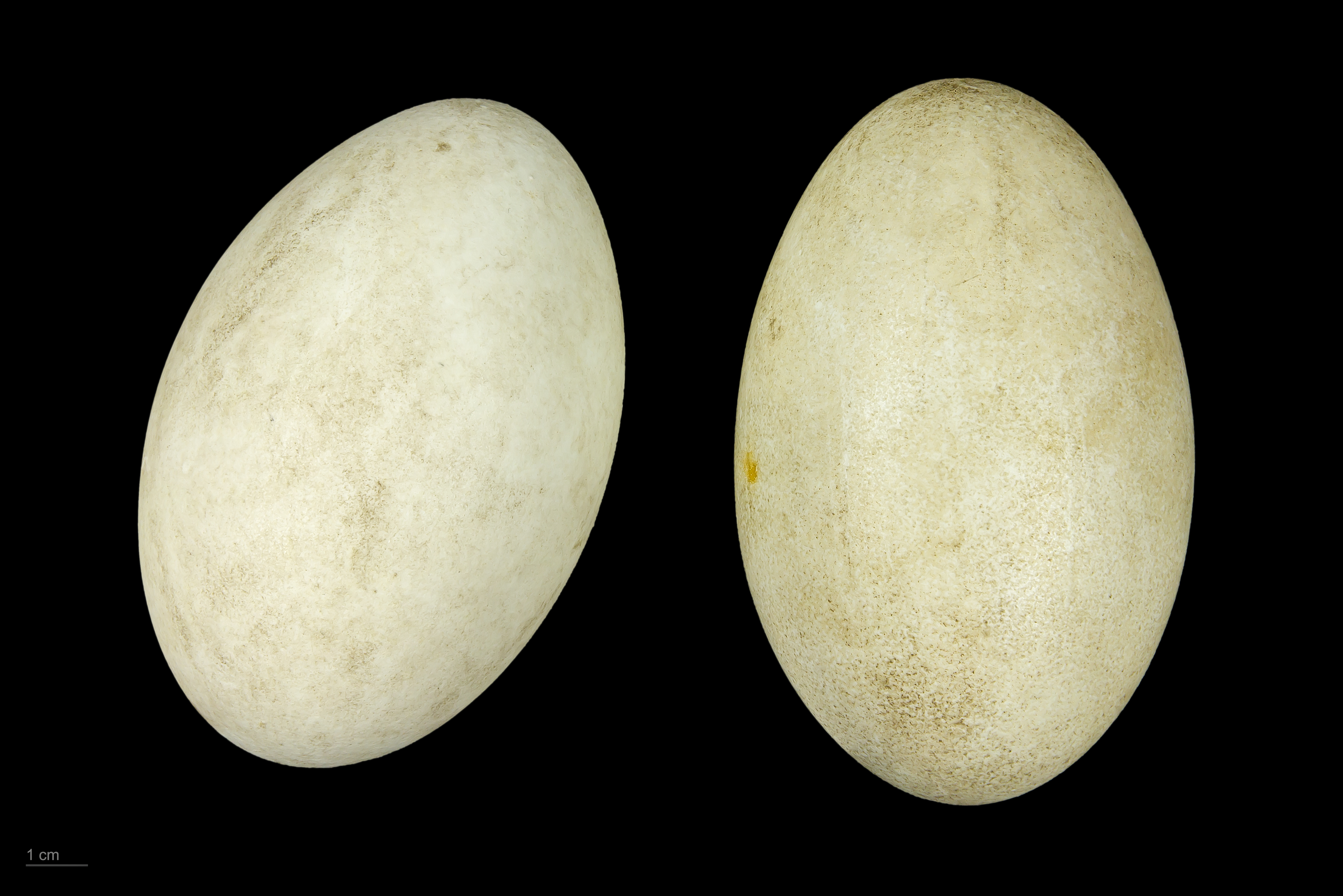
Cygnus atratus - MHNT